# McVeytown
McVeytown és una població dels Estats Units a l'estat de Pennsilvània. Segons el cens del 2000 tenia 405 habitants.

## Demografia
Segons el cens del 2000, McVeytown tenia 405 habitants, 168 habitatges, i 115 famílies. La densitat de població era de 1.737,5 habitants/km².
Dels 168 habitatges en un 29,2% hi vivien nens de menys de 18 anys, en un 53,6% hi vivien parelles casades, en un 11,3% dones solteres, i en un 31% no eren unitats familiars. En el 28,6% dels habitatges hi vivien persones soles el 18,5% de les quals corresponia a persones de 65 anys o més que vivien soles. El nombre mitjà de persones vivint en cada habitatge era de 2,41 i el nombre mitjà de persones que vivien en cada família era de 2,91.
Per edats la població es repartia de la següent manera: un 21,7% tenia menys de 18 anys, un 5,4% entre 18 i 24, un 28,9% entre 25 i 44, un 18,8% de 45 a 60 i un 25,2% 65 anys o més.
L'edat mediana era de 41 anys. Per cada 100 dones de 18 o més anys hi havia 85,4 homes.
La renda mediana per habitatge era de 32.500 $ i la renda mediana per família de 41.250 $. Els homes tenien una renda mediana de 28.571 $ mentre que les dones 19.286 $. La renda per capita de la població era de 16.116 $. Entorn del 3,5% de les famílies i el 6,5% de la població estaven per davall del llindar de pobresa.

## Poblacions més properes
El següent diagrama mostra les poblacions més properes.